# Garons
Garons es una población y comuna francesa, en la región de Languedoc-Rosellón, departamento de Gard, en el distrito de Nimes y cantón de La Vistrenque.

## Demografía
| 664 | 1317 | 2049 | 2788 | 3648 | 3692 |
| Para los censos de 1962 a 1999 la población legal corresponde a la población sin duplicidades (Fuente: INSEE [Consultar]) |      |      |      |      |      |